# Chris Doran
Christopher Doran (Waterford, 22 novembre 1979) è un cantante irlandese.
Ha rappresentato l'Irlanda all'Eurovision Song Contest 2004 con il brano If My World Stopped Turning.

## Carriera
Chris Doran è salito alla ribalta alla fine del 2003, quando ha partecipato alla seconda edizione del talent show You're a Star, utilizzato come selezione irlandese per l'Eurovision. Nella finale del 6 marzo 2004 ha presentato il suo inedito If My World Stopped Turning ed è stato incoronato vincitore. Nella finale dell'Eurovision Song Contest 2004, che si è tenuta il successivo 15 maggio a Istanbul, si è piazzato al 23º posto su 24 partecipanti con 7 punti totalizzati, tutti provenienti dal Regno Unito, dove è risultato il quarto più televotato della serata. If My World Stopped Turning è stato comunque un successo commerciale, raggiungendo la vetta della Irish Singles Chart e precedendo il secondo singolo del cantante, Nothing's Gonna Change My Love For You, arrivato 2º in classifica, e il terzo singolo, Right Here Waiting, che ha raggiunto l'8º posto. In totale ha piazzato sei singoli nella top 50 irlandese. Il suo album di debutto Right Here, uscito nell'autunno del 2004, ha raggiunto la 27ª posizione della Irish Albums Chart.

## Discografia

### Album in studio
- 2004 – Right Here

### Singoli
- 2004 – If My World Stopped Turning
- 2004 – Nothing's Gonna Change My Love for You
- 2004 – Right Here Waiting
- 2006 – All of the Above
- 2006 – You Know You Want It
- 2008 – Hey Girl